# Anton von Braunmühl (matematician)
Johann Anton Edler von Braunmühl (n. 22 decembrie 1853 la Tbilisi – d. 7 martie 1908 la München) a fost un matematician și istoriograf german, cunoscut pentru lucrările sale din domeniul istoriei matematicii.

## Biografie
Braunmühl s-a ocupat cu precădere de istoria trigonometriei.
În jurul anului 1900, împreună cu Moritz Cantor, Maximilian Curtze și Siegmund Günther forma grupul celor mai valoroși matematicieni germani.

## Scrieri
- 1900: Die Entwicklung der Zeichen und Formelsprache in der Trigonometrie
- 1903: Vorlesungen über die Geschichte der Trigonometrie
- 1901: Historische Untersuchung der ersten Arbeiten über Interpolation
- 1904: Beiträge zur Geschichte der Integralrechnung bei Newton und Cotes
- 1897: Nassir Eddin und Regiomontan.